# Steve Austin
"Stone Cold" Steve Austin, även kallad "the Texas Rattlesnake", född Steven James Anderson den 18 december 1964 i Austin, Texas, är en amerikansk före detta fribrottare och skådespelare. 
Austin föddes i Austin i Texas men senare flyttade familjen till Victoria, Texas och så vidare till Edna i Texas där han började träna amerikansk fotboll, och efter en tid även träna fribrottning. Efter några år fick han ett kontrakt från WCW. Steve Austin hade även en Tag-team som kallades för Hollywood blonds.
Stone Cold har brottats i olika förbund genom tiderna, såsom WWE, WCW och ECW. Austin är känd för sitt vilda humör och sitt öldrickhejande, som han gärna visar upp i ringen. Han har haft WWE:s mästarbälte vid ett flertal tillfällen. Han brukar fira med att dricka öl, kallad Beer Bash då han är en legend bland brottare såsom The Rock, Shawn Michaels, The Undertaker, Kevin Nash, Triple H och Ric Flair.
Han har även gett ut filmen Cause Stone Cold Said So, som skildrar hans karriär. Efter fribrottningskarriären har han varit verksam som domare i sporten och som skådespelare, främst inom action-genren.

## Filmografi
- 2013 - Grown Ups 2
- 2011 – Knockout
- 2003 – Cause Stone Cold Said So